# Alice in Wonderland (pel·lícula de 2010)
Alice in Wonderland és una pel·lícula estatunidenca de fantasia de 2010, dirigida per Tim Burton, que combina actors reals amb les tècniques de captura de moviment i stop-motion. La pel·lícula va estar llançada en Disney Digital 3D i IMAX 3-D, i també en 2-D. És una adaptació de les novel·les Alícia al país de les meravelles i A través de l'espill, de Lewis Carroll.

## Trama
Alícia (Mia Wasikowska) és una noia de dinou anys que enyora el seu difunt pare, el qual sempre la va animar a utilitzar la imaginació i a ser ella mateixa. Acompanyada per la seva mare, assisteix a una festa en una mansió victoriana, en la qual va viure de petita. El que Alícia no sap però, és que a la festa Hamish Ascot li proposarà matrimoni davant de la classe alta. Per descomptat, Alícia no està preparada per prendre aquesta decisió... ni tampoc té massa interès en Ascot. Però, tots els del seu voltant la pressionen perquè accepti, ja que és el que s'espera d'ella.
Quan arriba el moment de dir sí o no, la jove decideix en el seu lloc, perseguir un conill blanc (Michael Sheen) que l'ha estat observant. Durant la persecució, el conill entra en un cau al peu d'un arbre tallat i Alícia hi va darrere on acaba caient per un pou que la porta a una habitació circular envoltada de portes i amb una taula al centre. La taula té una clau. Però, l'única porta que obre és massa petita. Després de reduir la seva mida bevent una poció màgica, aconsegueix travessar la porta que la condueix a un món meravellós i de somnis que ja havia visitat de petita: El país de les meravelles.
El país de les meravelles era un regne pacífic, fins que la Reina de Cors derrocà la seva germana, la Reina Blanca. Les criatures del país de les meravelles esperen que Alícia els ajudi i alhora l'ajudaran a recordar la seva primera visita al màgic regne.

## Repartiment i personatges
- Mia Wasikowska com a Alícia. De divuit anys, l'actriu australiana ha aparegut a la sèrie de televisió In Treatment i a la pel·lícula Resistència.
- Johnny Depp com el Barreter Boig
- Helena Bonham Carter com la Reina de Cors. El cap de Carter serà augmentat de mida tres vegades a la pel·lícula.
- Anne Hathaway com la Reina Blanca, el seu personatge no va requerir la manipulació digital. Hathaway va resumir el seu personatge amb un epígraf sobre un imant que mostra el personatge Happy Bunny sostenint un ganivet; Maco però psicòtic. Es complementa.
- Matt Lucas com a Tweedledum i Tweedledee
- Alan Rickman com l'Eruga. Rickman fou filmat mentre enregistrava la seva veu a l'estudi, i el seu rostre serà compost sobre un personatge de stop-motion.
- Crispin Glover com la Jota de Cors, ajudant de confiança de la Reina de Cors
- Christopher Lee com a Jabberwocky
- Eleanor Tomlinson com a Fiona Chataway, una nena antipàtica que Alícia coneix abans de caure al cau del conill.
- Stephen Fry com el Gat de Cheshire.
- Michael Sheen com el Conill Blanc.

## Producció
L'abril del 2007 a Walt Disney Pictures Joe Roth, juntament amb Linda Woolverton, foren els desenvolupadors d'Alice in Wonderland. Linda Woolverton en fou també la guionista. Entre les col·laboracions, Justin Pollard, com a assessor literari de personatges i tècnic. Woolverton afegí un context sociopolític a la història. El novembre, Tim Burton signà amb Disney per a dirigir dues pel·lícules en Disney Digital 3-D, que incloïa Alícia al país de les meravelles.
A Burton no li agradà l'adaptació cinematogràfica que Disney realitzà el 1951. Explicà l'objectiu és tractar de fer una pel·lícula atractiva, on hi hagi una mica de la psicologia i el caràcter clàssic d'Alícia, però alhora aportant-hi frescura a la història. Així mateix, li semblà que el format 3-D era apropiat per a l'ambient en el qual es desenvolupa la història. La data original per a començar la filmació era el maig del 2008, però no es començà fins al setembre d'aquell any. Les escenes que corresponen a l'era victoriana es filmaren a Torpoint i Plymouth de l'u de setembre al catorze d'octubre. Dos-cents cinquanta extres locals foren escollits a principis d'agost.
La pel·lícula fou originalment planejada per a ser estrenada el 2009, però fou ajornada, i la seva estrena va ser el 5 de març del 2010.

## Premis i nominacions
Tot i que la cinta es va estrenar just després de la cerimònia dels Oscars del 2010, Alice in Wonderland va ser premiada mesos més tard en els festivals de la temporada cinematogràfica 2010-2011:

### Premis
- Oscar a la millor direcció artística: Robert Stromberg, Karen O'Hara
- Oscar al millor vestuari: Colleen Atwood
- BAFTA al millor vestuari: Colleen Atwood
- BAFTA al millor maquillatge i perruqueria: Valli O'Reilly, Paul Gooch

### Nominacions
- Oscar als millors efectes visuals: Ken Ralston, David Schaub, Carey Villegas, Sean Phillips
- Globus d'Or a la millor pel·lícula musical o còmica
- Globus d'Or al millor actor musical o còmic: Johnny Depp
- Globus d'Or a la millor banda sonora original: Danny Elfman
- BAFTA a la millor música: Danny Elfman
- BAFTA al millor disseny de producció: Robert Stromberg, Karen O'Hara
- BAFTA als millors efectes visuals: Ken Ralston, David Schaub, Carey Villegas, Sean Phillips
- Grammy al millor àlbum escrit per una pel·lícula, televisió o un altre mitjà visual: Danny Elfman